# Uhud
Der Uhud (arabisch جبل أحد, DMG Ǧabal Uḥud) ist ein Berg nördlich von Medina in Saudi-Arabien. Er ist 1.077 m hoch. Es war der Ort der zweiten Schlacht von Uhud am 19. März 625 n. Chr. zwischen einer Armee aus der kleinen muslimischen Gemeinde Medina im heutigen Nordwesten Arabiens und einer Armee aus Mekka.